# ألبرتو فولبي
البرتو فولبي (بالإيطالية: Alberto Volpi)‏ مواليد 9 ديسمبر 1962 في سارونو، إيطاليا، هو دراج إيطالي سابق في صنف سباق الدراجات على الطريق. سبق أن شارك في دورة الألعاب الأولمبية الصيفية.

## سجل النتائج

### المراكز
- حقق المركز الـ 10 في طواف إيطاليا 1985

## روابط خارجية
- البرتو فولبي على موقع أرشيف الدراجات (الإنجليزية)
- البرتو فولبي على موقع إحصائيات الدراجات الإحترافية (الإنجليزية)
- البرتو فولبي على موقع CycleBase (الإنجليزية)
- البرتو فولبي على موقع أوليمبيديا (الإنجليزية)